# هيديكي كانو
هيديكي كانو (باليابانية: 加納 秀益) (3 أبريل 1971 في طوكيو في اليابان – )؛ هو لاعب كرة قدم سابق كان يلعب كلاعب محور وسط